# Physocephala acroschista
Physocephala acroschista är en tvåvingeart som först beskrevs av Speiser 1911.  Physocephala acroschista ingår i släktet Physocephala och familjen stekelflugor.
Artens utbredningsområde är Kongo. Inga underarter finns listade i Catalogue of Life.